# Лафферти, Кайл
Кайл Ла́фферти (англ. Kyle Lafferty; род. 16 сентября 1987, Эннискиллен) — североирландский футболист, нападающий клуба Джонстон Бург и сборной Северной Ирландии. Второй бомбардир в истории сборной Северной Ирландии после Дэвида Хили.

## Клубная карьера

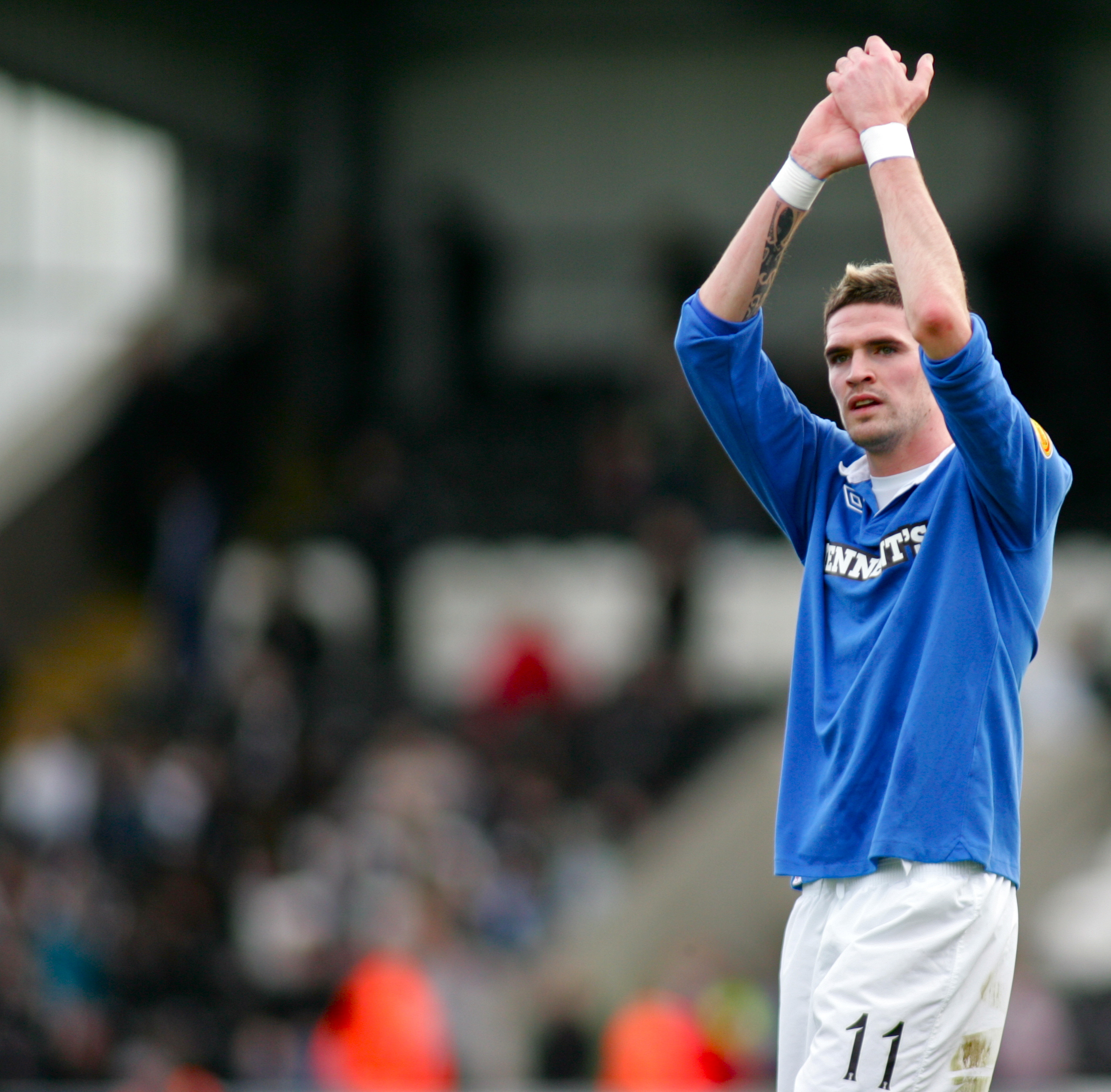
Кайл Лафферти в составе «Рейнджерс»

Кайл Лафферти — воспитанник клуба «Бернли», в академию которого пришёл в возрасте 16 лет. С 2005 года стал выступать в стартовом составе «Бернли», дебютировав 6 августа в игре с «Кру Александра», где провёл на поле 4 минуты. В январе 2006 года он был арендован «Дарлингтоном» на год без права выкупа, в котором забил 3 гола в 9 матчах, включая дубль в своем дебютном матче в ворота «Ноттс Каунти». 30 апреля 2007 года Кайл забил свой первый гол за «Бернли», поразив ворота «Лутон Тауна» и принеся клубу ничью со счетом 1:1.
17 июня 2008 года появилась информация, что в случае успешного прохождения медобследования Лафферти станет игроком «Рейнджерс» за 3 миллиона фунтов. Поначалу в сделку должен был быть включен нападающий «джерс» Алан Гоу, однако тот отказался переходить в «Бернли», и переговоры затянулись. 19 июня все детали перехода были улажены, и Лафферти заключил 5-летний контракт с глазговским клубом.
5 августа Кайл дебютировал за новый клуб в игре квалификационного раунда Лиги чемпионов с «Каунасом», выйдя на замену на 89 минуте. 16 августа Лафферти забил свой первый гол за «Рейнджерс», поразив ворота «Харт оф Мидлотиан» в рамках шотландской Премьер-лиги. 16 мая 2009 года, в матче с «Абердином», Лафферти оказался в центре скандала, на 18 минуте матча повздорив с игроком «красных» Чарли Малгрю, после чего упал на землю из-за якобы нанесенного ему удара головой, за что последний был удален с поля. Тогдашний главный тренер «джерс» Уолтер Смит заявил, что между игроками не было контакта и Малгрю был удален ошибочно. Вскоре Шотландская футбольная ассоциация пересмотрела эпизод и отменила красную карточку Малгрю, а Лафферти был дисквалифицирован на 2 матча за симуляцию. 25 апреля 2010 Кайл забил гол в ворота «Хиберниана», принеся «Рейнджерс» победу со счетом 1:0 и титул чемпиона Шотландии за 3 тура до конца сезона. 21 сентября он оформил свой первый хет-трик в карьере, трижды поразив ворота «Данфермлин Атлетик». 15 мая 2011 года Лафферти снова сделал хет-трик, но уже в матче против «Килмарнока», который завершился со счетом 5:1, и снова принес «джерс» чемпионство, ставшее для клуба уже третьим подряд.
24 апреля 2012 года наставник «Рейнджерс» Алли Маккойст заявил, что Лафферти отлучен от тренировок клуба на 2 недели по причине плохого отношения к своим партнерам по команде. В июне 2012 года он, наряду со своими одноклубниками Стивом Дэвисом, Алланом Макгрегором и Джейми Нессом, был выставлен на трансфер. 30 июня Лафферти подписал 3-летний контракт со швейцарским клубом «Сьон».
22 июля Кайл дебютировал за новый клуб в игре с «Серветтом», выйдя на замену во втором тайме. Через неделю он забил в футболке «Сьона» свой первый гол, поразив ворота «Люцерна». Всего же североирландец провёл в швейцарской Суперлиге 25 матчей, в которых забил 5 мячей.
26 июня 2013 года было объявлено о том, что Лафферти заключил трёхлетний контракт с недавно вылетевшим в Серию B «Палермо».

### Обратно в Рейнджерс
22 августа 2018 года Лафферти вернулся в «Рейнджерс», где и заключил двухлетний контракт. В своем дебютном матче по возвращении в «Рейнджерс», отметился двумя забитыми голами в Лиге против «Мазервелла» (3:3). Лафферти покинул «Рейнджерс» после того, как его контракт был расторгнут по взаимному согласию 24 июля 2019 года

### Сарпсборг 08
27 августа 2019 года Лафферти подписал контракт с норвежским клубом «Сарпсборг 08» до конца сезона 2019 года.

### Сандерленд
10 января 2020 года Лафферти подписал шестимесячный контракт с «Сандерлендом».

## Международная карьера
В июне 2006 года Лафферти был вызван главным тренером сборной Северной Ирландии Лори Санчесом в состав на товарищеские матчи с Румынией и Уругваем. 16 августа он забил свой первый гол за национальную команду, поразив ворота в игре с Финляндией. 26 марта 2008 года Кайл сделал свой первый дубль, отличившись дважды в поединке против Грузии и оказав помощь сборной в разгроме соперника со счетом 4:1.

## Личная жизнь
Лафферти женат на бывшей обладательнице титула «Мисс Шотландия» Николе Мимна, имеет сына. Их брак состоялся 2 июня 2012 года в церкви Святой Маргариты в Джонстоне.